# Pascal Corminboeuf
Pour les articles homonymes, voir Corminboeuf (homonymie).
Pascal Corminboeuf, né le 8 février 1944 à Domdidier (originaire du même lieu), est une personnalité politique suisse. Il n'est membre d'aucun parti. 
Il est conseiller d'État de 1997 à 2011, à la tête de la Direction des Institutions, de l'agriculture et des forêts. 

## Sources
- Georges Andrey, John Clerc, Jean-Pierre Dorand et Nicolas Gex, Le Conseil d’État fribourgeois : 1848-2011 : son histoire, son organisation, ses membres, Fribourg, Éditions La Sarine, 2012, 143 p. (ISBN 978-2-88355-153-4, lire en ligne), p. 110-11
- Courte biographie sur le site officiel du canton de Fribourg.
- Supplément de La Gruyère en vue des élections cantonales de 1991.